# Aghinolfo Guidi di Romena

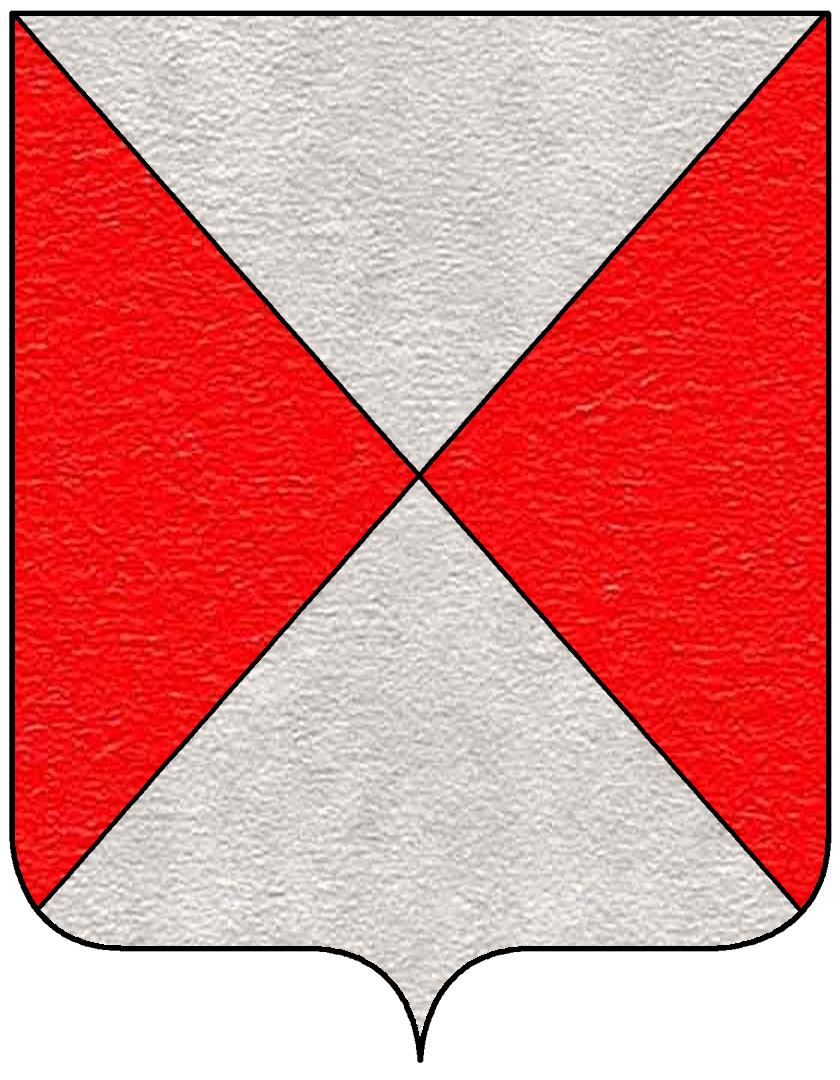
Stemma dei Guidi di Romena

Aghinolfo di Aghinolfo di Romena (... – Montegranelli, novembre 1328) è stato un politico italiano vissuto tra il XIII e il XIV secolo, appartenente alla famiglia dei Conti Guidi del ramo del Castello di Romena.

## Biografia
Era figlio di Guido I di Romena e fratello di Guido, Ildebrandino, Alessandro, e altre due sorelle.
La sua nobiltà (da un decreto del 1247) venne riconfermata con un Diploma Imperiale del 7 giugno 1312. Il suo titolo completo era Conte di Romena, Regginopoli, Montegranelli e terre annesse. Nel 1306 perse il castello di Loro e nel 1316 cedette Rocca Guicciarda, Poggio San Clemente, Gropina e Montelungo.
Fu podestà di Siena nel 1281. Si sposò una prima volta nel 1244 con una figlia di Tedisio Fieschi, Conte di Lavagna originario di Genova; una seconda con Idana, forse appartenente al ramo dei Guidi di Bagnacavallo. Ebbe 11 figli.
Egli è citato nella Divina Commedia (Inferno XXX, v. 77) come responsabile con i fratelli della morte di Mastro Adamo, che venne spinto da loro a falsificare il peso aureo del fiorino, prima di essere arrestato e arso vivo nel 1281.